# Olry (canonnière)
La Olry est une canonnière française en service de 1901 à 1909.
Elle a été nommée en hommage à Jean-Baptiste Léon Olry.

## Histoire
La Olry est la première canonnière marquant la présence française en Chine sur le Yang-Tsé en 1901. Son arrivée à Chongqing le 13 novembre 1901 est déterminante,,.